# Soja hb4
La Soja HB4, cuyo nombre técnico es soja IND-ØØ41Ø-5, es una variedad de soja producida a través de ingeniería genética para responder eficientemente a las condiciones de sequía.
La soja HB4 fue creada para tolerar más eficientemente el estrés abiótico como la sequía o las condiciones hipersalinas. Estas características resultan en un aumento del rinde en comparación con las variedades no modificadas. En 2015 se aprobó la soja HB4 en Argentina, luego en Brasil (mayo 2019), Estados Unidos (agosto 2019), Paraguay (2019), Canadá (2021) y la República Popular China (2022)

## Biotecnología Aplicada
La modificación de la soja IND-ØØ41Ø-5 ha sido realizada mediante la introducción de los genes HaHB4 y bar, provenientes de girasol y de la bacteria Streptomyces hygroscopicus, respectivamente.
El tipo de tolerancia que exhibe la soja IND-ØØ41Ø-5 se debe a la participación del factor de transcripción HAHB4 en las vías de transducción de señales involucradas en la respuesta a estrés hídrico y salino. Se sabe que HAHB4 interactúa directamente con al menos tres fitohormonas: ácido abscísico, etileno y ácido jasmónico, y en esta interacción se basa gran parte de su mecanismo de acción. Además, interactúa con otros metabolitos involucrados en procesos tales como la fotosíntesis y la síntesis de osmoprotectores.
El gen HaHB4 introducido en la soja IND-ØØ41Ø-5 es natural de la planta de girasol y codifica para la proteína HAHB4 que, por ser un factor de transcripción (FT), se une a secuencias específicas del ADN y a través de esta unión regula la expresión de ciertos genes que intervienen en los procesos naturales que tiene la planta para responder a estreses ambientales, en particular el estrés provocado por la sequía. En el evento IND-ØØ41Ø-5, esta regulación provoca un retardo de la planta para su entrada al proceso de deterioro conocido como senescencia. Esto da a la planta un cierto tiempo para esperar el retorno de la disponibilidad normal de agua, y así poder retomar su crecimiento. El resultado es un mayor rendimiento de la planta con el gen HaHB4, ya que en la planta no modificada (sin este gen), ante la falta de agua, detiene de inmediato el desarrollo de su biomasa útil.
La expresión de la proteína HAHB4 no modifica los sistemas naturales que la soja tiene para utilizar la humedad presente en el suelo, sino que hace un mejor aprovechamiento del agua regulando la sensibilidad de los mecanismos de protección que se disparan ante la ausencia de este recurso.
Dada la equivalencia de composición de la Soja HB4 con las variedades convencionales, su procesamiento no requiere métodos diferentes a los usados comúnmente por la industria, ni modifica en manera alguna los productos obtenidos.

## Desarrollo de HB4
La Soja HB4 fue desarrollada por el Instituto de Agrobiotecnología del Litoral en colaboración con la empresa argentina agrícola Bioceres y el Consejo Nacional de Investigaciones Científicas y Técnicas (CONICET). La semilla fue diseñada con la intención de soportar períodos de estrés de mayor duración sin detener la acumulación de biomasa, mejorando la estabilidad del cultivo y aumentando el rendimiento.
El equipo que llevó a cabo la investigación fue liderado por la Dra. Raquel Chan, Directora del Instituto de Agrobiotecnología del Litoral de la Universidad Nacional del Litoral.

## Importancia mundial
En 2015 se aprobó la soja HB4 en Argentina, luego en Brasil (mayo 2019), Estados Unidos (agosto 2019), Paraguay (2019), Canadá (2021) y la República Popular China (2022), variedad transgénica tolerante a la sequía, desarrollada por la empresa Bioceres en conjunto con el CONICET y la Universidad Nacional del Litoral (UNL). Alcanzó la autorización del Ministerio de Agricultura de la República Popular China para la importación y comercialización.